# Jugun-ui tae-yang
Jugun-ui tae-yang (hangeul: 주군의 태양, lett. Il sole del padrone; titolo internazionale Master's Sun, conosciuta anche come The Sun of My Master) è una serie televisiva sudcoreana trasmessa su SBS dal 7 agosto al 3 ottobre 2013.

## Trama
Joo Joong-won è l'avido amministratore delegato del gruppo Kingdom, un conglomerato di cui fanno parte un importante grande magazzino e un albergo. Un giorno incontra la cupa Tae Gong-shil, che ha iniziato a vedere i fantasmi dopo un incidente. Le loro vite prendono una nuova piega quando cominciano a lavorare insieme per affrontare il terrore e la tristezza causati dagli spiriti, mentre scavano nel rapimento di cui è stato vittima Joong-won in passato.

## Personaggi

### Personaggi principali
- Tae Gong-shil, interpretata da Gong Hyo-jin
Un tempo brillante e solare, dopo un misterioso incidente ha iniziato a vedere i fantasmi, che la tormentano, alcuni per soddisfare i propri desideri, altri solo per spaventarla. Gong-shil diventa quindi un'emarginata, perde il lavoro e inizia a soffrire di insonnia. Lavorando in seguito come donna delle pulizie al grande magazzino Kingdom, scopre che i fantasmi vengono scacciati tutte le volte che tocca il presidente, Joong-won, l'uomo più egoista che abbia mai incontrato. Inizia dunque a lavorare come sua segretaria, anche se solo di nome, e grazie a lui ricomincia ad aprirsi al mondo.
- Joo Jоong-won, interpretato da So Ji-sub e L (da giovane)
Presidente del Kingdom Group, è un uomo d'affari egocentrico, arrogante, ambizioso e mosso dai soldi. A causa di un rapimento quando era più giovane, è diventato diffidente e dislessico. Dopo aver appreso delle capacità soprannaturali di Gong-shil, la tiene al suo fianco sperando di poter entrare in contatto con Hee-joo, la sua fidanzata morta, per rintracciare il riscatto di dieci miliardi di won pagato con la collana di diamanti della propria madre.
- Kang Woo, interpretato da Seo In-guk
Ex soldato che ha combattuto in Iraq, dopo il congedo è diventato il capo della sicurezza del grande magazzino Kingdom. Tiene d'occhio Joong-won per ragioni sconosciute e nota il suo interesse crescente per Gong-shil, che è la sua vicina di casa.
- Tae Yi-ryung, interpretata da Kim Yoo-ri
Top star e modella del grande magazzino Kingdom, il suo matrimonio con un calciatore viene inavvertitamente distrutto da Gong-shil, che alle scuole superiori era più popolare di lei. Per vendicarsi decide di sedurre Joong-won, ma s'innamora di Kang Woo.

### Altri personaggi
- Joo Sung-ran, interpretata da Kim Mi-kyung
- Do Seok-chul, interpretato da Lee Jong-won
- Kim Gwi-do, interpretato da Choi Jung-woo
- Tae Gong-ri, interpretata da Park Hee-von
- Presidente Joo, interpretato da Kim Yong-gun
- Lee Seung-mo, interpretato da Lee Do-hyun
- Lee Seung-joon, interpretato da Hong Eun-taek
- Lee Han-joo, interpretato da Lee Jae-won
- Ahn Jin-joo, interpretata da Jeong Ga-eun
- "Cha Hee-joo" (Hanna Brown), interpretata da Han Bo-reum
- "Hanna Brown" (Cha Hee-joo), interpretata da Hwang Sun-hee
- Yoo Jin-woo, interpretato da Lee Chun-hee

## Ascolti
| Episodio | Data di trasmissione | Dati TNMS           | Dati TNMS                  | Dati AGB            | Dati AGB                   |
| Episodio | Data di trasmissione | A livello nazionale | Area metropolitana di Seul | A livello nazionale | Area metropolitana di Seul |
| -------- | -------------------- | ------------------- | -------------------------- | ------------------- | -------------------------- |
| 1        | 7 agosto 2013        | 17,5%               | 21,6%                      | 13,6%               | 14,8%                      |
| 2        | 8 agosto 2013        | 15,9%               | 19,0%                      | 14,4%               | 15,8%                      |
| 3        | 14 agosto 2013       | 17,1%               | 20,2%                      | 15,2%               | 16,6%                      |
| 4        | 15 agosto 2013       | 17,6%               | 19,5%                      | 16,8%               | 17,6%                      |
| 5        | 21 agosto 2013       | 17,3%               | 19,5%                      | 16,2%               | 17,4%                      |
| 6        | 22 agosto 2013       | 19,5%               | 22,6%                      | 16,6%               | 17,5%                      |
| 7        | 28 agosto 2013       | 17,0%               | 18,9%                      | 16,1%               | 17,2%                      |
| 8        | 29 agosto 2013       | 17,6%               | 20,2%                      | 17,8%               | 19,2%                      |
| 9        | 4 settembre 2013     | 17,2%               | 20,0%                      | 16,8%               | 18,3%                      |
| 10       | 5 settembre 2013     | 17,3%               | 20,0%                      | 17,3%               | 18,5%                      |
| 11       | 11 settembre 2013    | 17,9%               | 20,8%                      | 18,3%               | 20,0%                      |
| 12       | 12 settembre 2013    | 19,7%               | 23,8%                      | 19,3%               | 20,4%                      |
| 13       | 19 settembre 2013    | 15,6%               | 17,0%                      | 14,8%               | 15,7%                      |
| 14       | 25 settembre 2013    | 18,4%               | 20,9%                      | 18,4%               | 20,0%                      |
| 15       | 26 settembre 2013    | 19,3%               | 21,5%                      | 19,1%               | 19,7%                      |
| 16       | 2 ottobre 2013       | 18,9%               | 22,3%                      | 19,7%               | 20,9%                      |
| 17       | 3 ottobre 2013       | 21,1%               | 24,4%                      | 21,8%               | 23,6%                      |
| Media    | Media                | 18,0%               | 20,7%                      | 17,2%               | 18,4%                      |

## Riconoscimenti
| Anno | Premio                           | Categoria                                                | Ricevente                     | Risultato       |
| ---- | -------------------------------- | -------------------------------------------------------- | ----------------------------- | --------------- |
| 2013 | Korea Drama Awards               | Premio alla massima eccellenza, attrice                  | Gong Hyo-jin                  | Candidato/a     |
| 2013 | Korea Drama Awards               | Miglior giovane attore                                   | L                             | Candidato/a     |
| 2013 | APAN Star Awards                 | Premio alla massima eccellenza, attore                   | So Ji-sub                     | Candidato/a     |
| 2013 | APAN Star Awards                 | Premio alla massima eccellenza, attrice                  | Gong Hyo-jin                  | Candidato/a     |
| 2013 | APAN Star Awards                 | Miglior nuova attrice                                    | Kim Yoo-ri                    | Vincitore/trice |
| 2013 | MelOn Music Awards               | Miglior colonna sonora                                   | Touch Love – Yoon Mi-rae      | Vincitore/trice |
| 2013 | Mnet Asian Music Awards          | Miglior colonna sonora                                   | Touch Love – Yoon Mi-rae      | Vincitore/trice |
| 2013 | SBS Drama Awards                 | Premio alla massima eccellenza, attore in una miniserie  | So Ji-sub                     | Vincitore/trice |
| 2013 | SBS Drama Awards                 | Premio alla massima eccellenza, attrice in una miniserie | Gong Hyo-jin                  | Candidato/a     |
| 2013 | SBS Drama Awards                 | Premio speciale, attore in una miniserie                 | Choi Jung-woo                 | Candidato/a     |
| 2013 | SBS Drama Awards                 | Premio speciale, attrice in una miniserie                | Kim Mi-kyung                  | Vincitore/trice |
| 2013 | SBS Drama Awards                 | Premio nuova stella                                      | Kim Yoo-ri                    | Vincitore/trice |
| 2013 | SBS Drama Awards                 | Premio nuova stella                                      | Seo In-guk                    | Vincitore/trice |
| 2013 | SBS Drama Awards                 | Migliori dieci stelle                                    | So Ji-sub                     | Vincitore/trice |
| 2013 | SBS Drama Awards                 | Premio miglior coppia                                    | So Ji-sub e Gong Hyo-jin      | Candidato/a     |
| 2014 | Baeksang Arts Awards             | Attore più popolare (TV)                                 | Seo In-guk                    | Candidato/a     |
| 2014 | Baeksang Arts Awards             | Attore più popolare (TV)                                 | So Ji-sub                     | Candidato/a     |
| 2014 | Baeksang Arts Awards             | Attrice più popolare (TV)                                | Gong Hyo-jin                  | Candidato/a     |
| 2014 | Seoul International Drama Awards | Drama coreano eccezionale                                | Master's Sun                  | Candidato/a     |
| 2014 | Seoul International Drama Awards | Colonna sonora eccezionale di un drama coreano           | You Make Me Go Crazy – Hyolyn | Candidato/a     |
| 2014 | Seoul International Drama Awards | Colonna sonora eccezionale di un drama coreano           | Touch Love – Yoon Mi-rae      | Candidato/a     |
| 2014 | Seoul International Drama Awards | Attore scelto dal pubblico                               | So Ji-sub                     | Candidato/a     |
| 2014 | Seoul International Drama Awards | Attrice scelta dal pubblico                              | Gong Hyo-jin                  | Candidato/a     |
| 2014 | Korea Drama Awards               | Miglior colonna sonora                                   | Touch Love – Yoon Mi-rae      | Candidato/a     |

## Colonna sonora
CD 1
1. Touch Love – Yoon Mi-rae
2. You Make Me Go Crazy (미치게 만들어) – Hyolyn
3. No Matter What (겁도 없이) – Seo In-guk
4. Day and Night (낮과 밤) – Gummy
5. You and I (너와 나) – Hong Dae-kwang
6. All About – Melody Day
7. Last One – Youme feat. Joo-seok
8. Mystery – Chung Dong-ha
9. Touch Love (Inst.)
10. You Make Me Go Crazy (Inst.) (미치게 만들어 (Inst.))
11. No Matter What (Inst.) (겁도 없이 (Inst.))
12. Day and Night (Inst.) (낮과 밤 (Inst.))
13. You and I (Inst.) (너와 나 (Inst.))
14. All About (Inst.)
15. Last One (Inst.)
16. Mystery (Inst.)

CD 2
1. Master's Sun
2. Who Are You? (Ending Rock Guitar ver.)
3. Out of the Ghost
4. Ghost Eyes
5. This is Me
6. Enjoy Party
7. In Memories
8. Tears in Rain
9. Candy Love (Touch Love Guitar ver.)
10. Love Connection
11. Ghost Tango
12. Empty Garden
13. Keep Out
14. Dangerous Zone (Opening Title)
15. Painful Memory
16. Ghost Presents
17. Love is Like a Picture
18. Feather Kiss'
19. White Flower
20. Ghost World
21. Foolish Spy
22. Dirty Hands
23. Sad Wave
24. Water in the Sky
25. Like a Mosquito
26. Making Shadow
27. High Jump
28. Lake Wave

## Distribuzioni internazionali
| Paese               | Canale/i                  | Prima TV                         | Titolo adottato                 |
| ------------------- | ------------------------- | -------------------------------- | ------------------------------- |
| Hong Kong           | Entertainment Channel     | 19 dicembre 2013-21 gennaio 2014 | 塑身女神 (Sole del maestro)     |
| Hong Kong           | CABLE No.1 Channel        | 21 aprile-22 maggio 2014         | 塑身女神 (Sole del maestro)     |
| Hong Kong           | TVB J2                    | 18 maggio-19 agosto 2014         | 塑身女神 (Sole del maestro)     |
| Taiwan              | Star Chinese Channel      | 7 gennaio-18 febbraio 2014       | 塑身女神 (Sole del maestro)     |
| CTV                 | 23 febbraio-8 giugno 2014 |                                  | 塑身女神 (Sole del maestro)     |
| Stati Uniti         | Skylink TV                | aprile 2014-conclusa             | 塑身女神 (Sole del maestro)     |
| Singapore           | MediaCorp Channel U       | 11 novembre-12 dicembre 2014     | 塑身女神 (Sole del maestro)     |
| Canada              | Fairchild TV              | 24 ottobre 2015-9 gennaio 2016   | 塑身女神 (Sole del maestro)     |
| Giappone            | LaLaTV                    | 5 aprile 2014-conclusa           |                                 |
| Filippine           | GMA Network               | 19 maggio-10 luglio 2014         | Master's Sun (Sole del maestro) |
| Filippine           | GMA Network               | 3 agosto-25 settembre 2015       | Master's Sun (Sole del maestro) |
| Indonesia           | RCTI                      | 8-27 gennaio 2015                | Master's Sun (Sole del maestro) |
| Emirati Arabi Uniti | MBC 4                     | 2015                             |                                 |
| India               | Puthuyugam TV             | 23 marzo-1º aprile 2016          |                                 |